# Initiative populaire « Maintien des kursaals »
L'initiative populaire fédérale « Maintien des kursaals » est une initiative populaire suisse, approuvée par le peuple et les cantons le 2 décembre 1928.

## Contenu
L'initiative propose de modifier l'article 35 de la Constitution fédérale traitant des jeux de hasard.
Les trois premiers alinéas de cet article, qui précisent respectivement l'interdiction d'ouvrir une maison de jeu, la définition comme maison de jeu de toute entreprise qui exploite des jeux de hasard et enfin la suppression, avant 1925, de toutes les maisons de jeu existantes, sont remplacés par des nouvelles dispositions précisant que, si les maisons de jeu sont interdites au niveau fédéral, les cantons peuvent accorder des dérogations aux kursaals jusqu'en 1925 pour autant que ces jeux soient « nécessaires au maintien ou au développement du tourisme ». Cette notion de dérogation tranche avec l'ancien article qui définissait comme « maison de jeu » (donc interdite) toute entreprise exploitant des jeux de hasard.
Le texte de l'initiative prévoir également une mise maximale de 2 francs et l'attribution du quart des bénéfices à la Confédération pour être affecté « aux victimes des dévastations naturelles, ainsi qu'à des œuvres d'utilité publique ».
Le texte complet de l'initiative peut être consulté sur le site de la Chancellerie fédérale.

## Déroulement

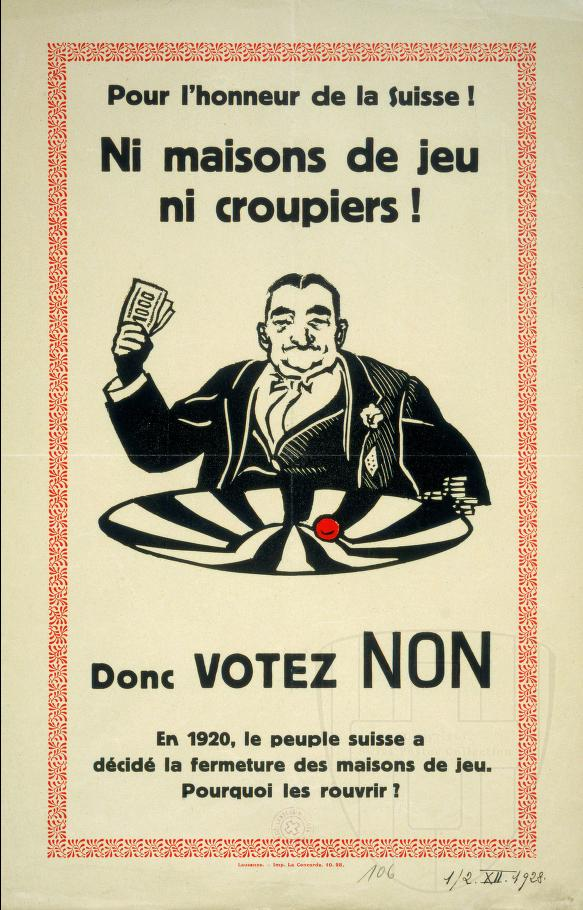
Affiche prônant le Non lors de la votation de 1928.

### Contexte historique
Lors de la révision de la Constitution fédérale en 1874, l'article 35 interdisant l'ouverture de maisons de jeu est créé, en même temps que des dispositions transitoires fixant la fermeture des maisons existantes. Pendant les quarante années suivantes, la définition de « maison de jeu » est l'objet d'interprétations et d'abus divers. Dans le but de préciser cette notion, un arrêté du Conseil fédéral du 12 septembre 1913 exclut les kursaals de la catégorie des maisons de jeu, mais indique que seul le jeu de la boule y est autorisé, à l'exclusion explicite de tout autre jeu d'argent.
En 1915, une initiative populaire est déposée dans le but de préciser, dans l'article 35 de la Constitution, la définition d'une maison de jeu comme « toute entreprise qui exploite des jeux de hasard », incluant donc également les kursaals. Cette initiative est acceptée en votation populaire le 21 mars 1920, malgré la présentation d'un contre-projet par l'Assemblée fédérale.
L'initiative sur le maintien des kusaals vise à réduire cette dernière définition en laissant à l'appréciation cantonale d'accorder ou non le droit d'exploitation de ces établissements.

### Récolte des signatures et dépôt de l'initiative
La récolte des 50 000 signatures nécessaires a débuté en mars 1926. Le 10 novembre 1926, l'initiative a été déposée à la chancellerie fédérale qui l'a déclarée valide le 13 décembre 1926.

### Discussions et recommandations des autorités
Le parlement et le Conseil fédéral recommandent l'acceptation de cette initiative. Dans son message à l'Assemblée fédérale, le gouvernement précise qu'« il aurait en tout cas autant aimé que les recettes de jeu eussent été assurées totalement à des buts de tourisme ou d'utilité publique, sous la surveillance des gouvernements cantonaux ».
Lors des débats à l'assemblée fédérale, le titre originel de l'initiative, « en faveur du maintien des kursaals et de l'encouragement du tourisme en Suisse », a été raccourci à sa première partie uniquement à la suite d'un commentaire présent dans le message du Conseil fédéral remettant en cause le volet directement touristique de l'initiative.

### Votation
Soumise à la votation le septembre, l'initiative est acceptée par 13 3/2 cantons et par 51,9 % des suffrages exprimés. Le tableau ci-dessous détaille les résultats par cantons :

## Effets
La situation mise en place par cette initiative va rester valide, à l'exception d'une augmentation de la mise maximale de 2 à 5 francs en 1958, jusqu'à l'acceptation par le peuple, le 7 mars 1993 d'un « Arrêté fédéral supprimant l'interdiction des maisons de jeu ». Cette suppression avait été suggérée par le Conseil fédéral parmi plusieurs mesures d'assainissement des finances fédérales le 25 mars 1992.
À la suite de cette modification, la Loi sur les maisons de jeu (LMJ) sera mise en place et entrera en vigueur en 2000, définissant deux catégories (A et B) de maisons de jeu.